# Cadwaladr ap Gruffydd
Cadwaladr ap Gruffydd (ca. 1096 - 1172) era il terzo figlio di Gruffydd ap Cynan, re del Gwynedd e fratello più giovane di Owain Gwynedd.
Cadwaladr appare per la prima volta nella storia nel 1136, quando dopo l'uccisione del signore del Ceredigion, Richard Fitz Gilbert de Clare, aiutò suo fratello Owain Gwynedd a invadere il Ceredigion, conquistando cinque castelli nella nord della regione. Nella seconda parte dell'anno lanciarono una seconda invasione, infliggendo una dura sconfitta ai normanni nella battaglia di Crug Mawr, appena fuori Cardigan. Nel 1137 conquistarono Carmarthen.
Gruffydd ap Cynan morì nel 1137 e a lui successe Owain Gwynedd, suo figlio maggiore. A Cadwaladr furono date terre nel Ceredigion del nord. Cadwaladr si unì a Ranulph, Earl di Chester, nell'attacco a Lincoln (1141), quando re Stefano d'Inghilterra fu preso prigioniero. Quest'alleanza fu probabilmente stretta grazie al matrimonio di Cadwaladr con Alice de Clare, figlia di Richard Fitz Gilbert de Clare.
Nel 1143 un uomo di Cadwaladr uccise a tradimento Anarawd ap Gruffydd del Deheubarth, sembra proprio su ordine di Cadwaladr. Owain Gwynedd rispose a ciò inviando suo figlio Hywel ab Owain Gwynedd a strappare a Cadwaladr le sue terre in Ceredigion. Cadwaladr fuggì in Irlanda dove raccolse una flotta tra i danesi di Dublino, con la quale giunse ad Abermenai nel 1144 nel tentativo di farsi restituire le sue terre. Cadwaladr sembra aver abbandonato i suoi alleati, facendo la pace col fratello, che obbligò i danesi ad andarsene.
Nel 1147 Hywel ab Owain Gwynedd e suo fratello Cynan scacciarono Cadwaladr dai suoi ultimi possedimenti nel Meirionnydd. Dopo un nuovo contrasto col fratello Owain, Cadwaladr andò in esilio in Inghilterra, dove re Enrico II gli diede terre a Hess, nel Shropshire.
Quando Enrico II invase il Gwynedd nel 1157 i termini dell'accodo di pace tra lui e Owain Gwynedd includevano che a Cadwaladr sarebbero state restituite le sue terre. A partire da questo momento Cadwaladr lavorò in stretto accordo col fratello, che aiutò a catturare i castelli di Rhuddlan e Prestatyn nel 1167.
Cadwaladr sopravvisse per due anni a suo fratello, fino al 1172. Fu sepolto insieme a Owain nellacattedrale di Bangor.
Cadwaladr ebbe sette figli da tre diverse mogli:
- Cadfan ap Cadwaladr ap Gruffydd (con la prima moglie)
- Cunedda ap Cadwaladr ap Gruffydd (con la seconda moglie)
- Rhicert ap Cadwaladr ap Gruffydd (con la seconda moglie)
- Ralph ap Cadwaladr ap Gruffydd (con la seconda moglie)
- Cadwgan ap Cadwaladr ap Gruffydd (con la terza moglie)
- Maredudd ap Cadwaladr ap Gruffydd (con la terza moglie)
- Cadwallon ap Cadwaladr ap Gruffydd (con la terza moglie)